# Нитрид гафния(III)
Нитрид гафния(III) — бинарное неорганическое соединение металла гафния и азота с формулой HfN, жёлтые кристаллы, не растворимые в воде.

## Получение
- Нагревание порошкообразного гафния в атмосфере азота:

{\displaystyle {\mathsf {2Hf+N_{2}\ {\xrightarrow {1100-1200^{o}C}}\ 2HfN}}}
- Разложение иодида гафния(IV) при нагревании в атмосфере азота:

{\displaystyle {\mathsf {2HfI_{4}+N_{2}\ {\xrightarrow {1100^{o}C}}\ 2HfN+4I_{2}}}}

## Физические свойства
Нитрид гафния(III) образует жёлтые кристаллы,
кубической сингонии, 
термически очень устойчивые,
хорошо проводят электрический ток.